# Eichenau
Eichenau este o comună din landul Bavaria, Germania.